# Municipio del distrito de Vilkaviškis
El municipio del distrito de Vilkaviškis (en lituano: Vilkaviškio rajono savivaldybė) es uno de los 60 municipios de Lituania. Forma parte del Condado de Marijampolė en la región etnográfica de Suvalkija. Cubre un área de 1259 km² y albergaba una población de 34660 personas en el año 2020. Su capital es Vilkaviškis. 

## Historia
En la antigüedad los Yotvinigos bálticos vivían en el área del distrito de Vilkaviškis. En el año 1422 después de la Guerra de Golub el territorio se incorporó en el Gran Ducado de Lituania.

## Subdivisiones(Vilkaviškio seniūnijos)
- Bartninkų seniūnija
- Gižų seniūnija
- Gražiškių seniūnija
- Keturvalakių seniūnija
- Kybartų seniūnija
- Klausučių seniūnija
- Pajevonio seniūnija
- Pilviškių seniūnija
- Šeimenos seniūnija
- Virbalio seniūnija
- Vištyčio seniūnija